# Daniel O'Shea (athlétisme)
Pour les articles homonymes, voir Daniel O'Shea.
Daniel O'Shea, né le 12 février 1989, est un athlète néo-zélandais.

## Carrière
Il remporte aux Championnats d'Océanie d'athlétisme 2010 à Cairns la médaille d'or sur 400 mètres haies et la médaille d'argent du relais 4 × 100 mètres.
Il est champion de Nouvelle-Zélande du 400 mètres haies en 2010 et en 2013 et du relais 4 × 100 mètres en 2013.

## Records
| Épreuves    | Temps   | Lieu   | Date          |
| ----------- | ------- | ------ | ------------- |
| 400 m haies | 50 s 16 | Sydney | 14 avril 2013 |